# 托姆阿蘇

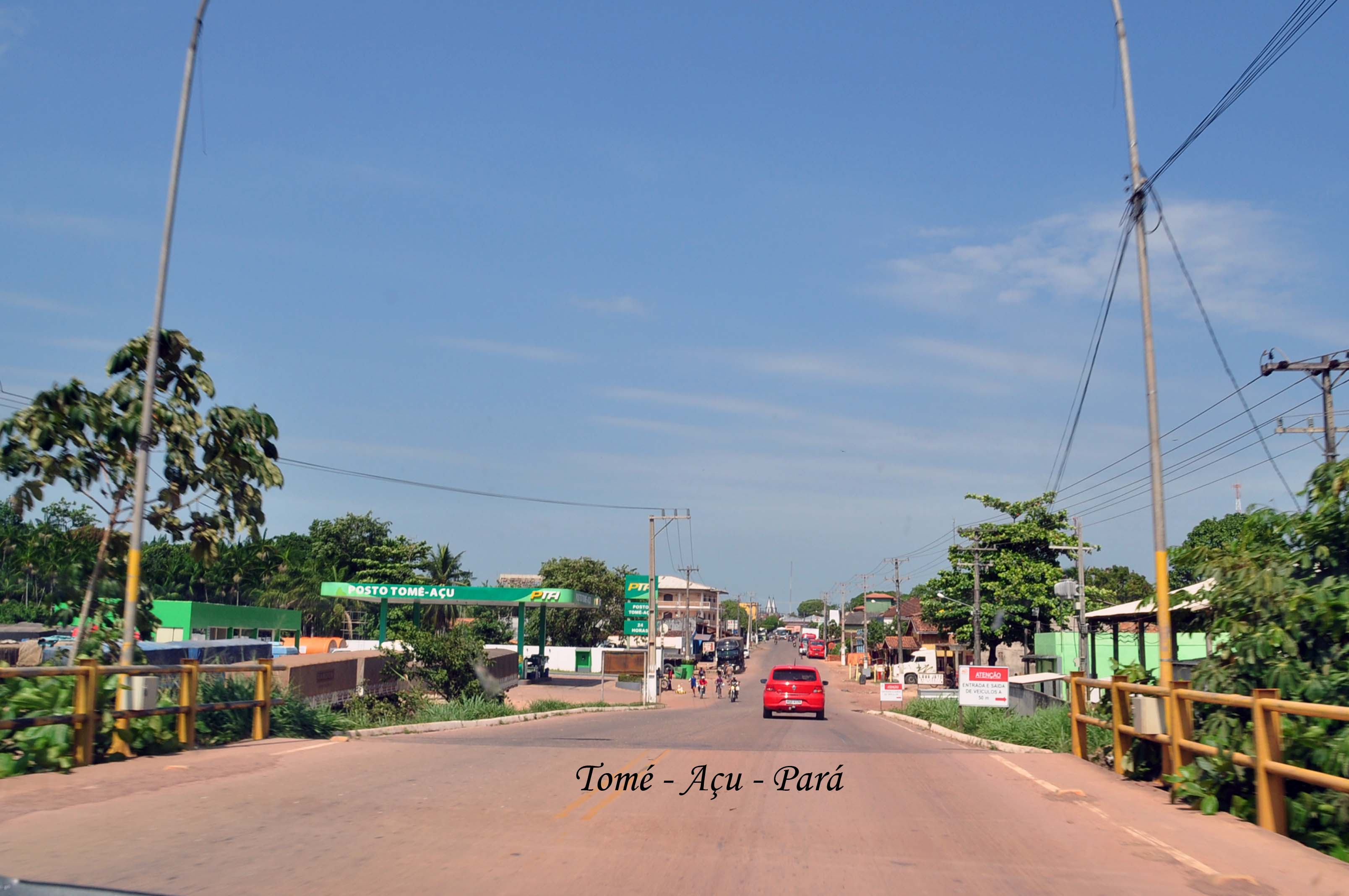
托姆阿蘇

托姆阿蘇（葡萄牙語：Tomé-Açu），是巴西的城鎮，位於該國北部，由帕拉州負責管轄，始建於1959年9月1日，面積5,145平方公里，海拔高度145米，2010年人口56,514，人口密度每平方公里10.98人。